# Замятнин, Сергей Николаевич
Сергей Николаевич Замятнин (1899—1958) — советский археолог, стратиграф, педагог, доктор исторических наук, специалист по первобытной археологии.

## Биография
Родился в 1900 году в городе Павловск Воронежской губернии в семье юриста Николая Евгеньевича Замятнина и Екатерины Кузьминичны Замятниной. Братья — Борис Николаевич (советский ботаник) и Владимир Николаевич (советский экономист).
После окончания Воронежской гимназии с 1915 года участвовал в археологических исследованиях, работал в Воронежском музее.
В 1917—1922 годы был уполномоченным по охране памятников культуры в Воронежской губернии, затем заведующим Археологическим отделом Воронежского музея, губернским инструктором по делам музеев и охране памятников, работал в Архивном управлении; преподавал археологию в Воронежском отделении Московского археологического института.
В 1918 году поступил на историко-филологический факультет Воронежского государственного университета. Когда историческое отделение упразднили, он перевёлся на факультет общественных наук, на котором учился с перерывом на службу в 1919-1920 годах. В январе 1923 года снова переводится: на отделение естественных наук физико-математического факультета, которое и закончил в 1924 году.
В 1921 году опубликовал работу «По поводу археологической карты Воронежской губернии», с приложением «Программы для собирания сведений по первобытным древностям», в 1922 году — «Очерки по доистории Воронежского края».
С 1924 года в Ленинграде, работал в Государственной академии истории материальной культуры (Институте археологии). Преподавал в ЛГУ и Ленинградском институте истории, философии, литературы.
Во время эвакуации С. Н. Замятнин работал в Среднеазиатском государственном университете (САГУ, 1942—1944).

## Научная деятельность
Полевые исследования С. Замятнина в 1925—1933 годах во многом создали базу источников для изучения палеолита Восточной Европы, он одним из первых исследовал палеолитическое жилище (Гагаринская стоянка, 1927). В 1934 стал кандидатом исторических наук без защиты диссертации, по совместительству начал работать в Музее антропологии и этнографии.
В 1934—1957 вёл полевые исследования на Кавказе (во время Великой Отечественной войны — в Таджикистане). В Мгвимеви (Грузия) впервые в СССР выявил наскальные гравировки верхнего палеолита; по материалам пещер близ Адлера установил стратиграфию слоёв палеолитических памятников Кавказа от мустьерской эпохи до верхнего палеолита.
Открыл первые памятники Ашельской культуры раннего палеолита на Северном Кавказе, ему принадлежит открытие первых памятников древнего палеолита на территории СССР, исследование палеолитических стоянок Бердыж, Костёнки, Сатани-Дар, Яштух, Сухая Мечётка и многих др.
Провёл раскопки Волгоградской стоянки, привлекая палеонтологов, геологов, палинологов.
Создал периодизацию палеолита Кавказа, ряд фундаментальных обобщающих работ по палеолиту Русской равнины, Закавказья, Европы в целом (многие не опубликованы, итоговая рукопись не завершена), изучал локальные различия в культуре палеолита, палеолитическое и неолитическое искусство. Исследовал ряд памятников неолита, бронзовых и железных веков на территории СССР.
С. Н. Замятнин — один из создателей журнала «Советская археология».

## Награды
- орден Ленина
- медали СССР

## Избранные труды
- Археологические разведки в Алексеевском и Валуйском уездах. — Воронеж, 1921;
- Очерки по доистории Воронежского края. Каменный и бронзовый век в Воронежской губернии. — Воронеж, 1922;
- Карачаровская палеолитическая стоянка // Сборник бюро по делам аспирантов ГАИМК. Вып. I. Л., 1929;
- К вопросу о библиографии по производству раскопок // Сообщения ГАИМК. — 1931. — № 4/5. — С. 58—59;
- Итоги последних исследований Ильского палеолитического местонахождения // Труды Международной конференции Ассоциации по изучению четвертичного периода Европы. — Вып. V. — Л., М., Н.: Государственное научно-техническое горно-геолого-нефтяное издательство, 1934;
- Работы на строительстве санатория КСУ в Кисловодске // Археологические работы Академии на новостройках в 1932—33 гг. — Т. I. — М.—Л.: ОГИЗ, Соцэкгиз, 1935. (Известия ГАИМК им. Н. Я. Марра; вып. 109);
- Новые данные по палеолиту Закавказья // Советская этнография. 1935. № 2;
- Палеолит Абхазии. Сухуми, 1937;
- О возникновении локальных различий в культуре палеолитического периода // Происхождение человека и древнее расселение человечества. М., 1951;
- Палеолит Западного Закавказья // Сб. Музея антропологии и этнографии. 1957. Т. 17;
- Очерки по палеолиту. М.; Л., 1961.